# 인공치관

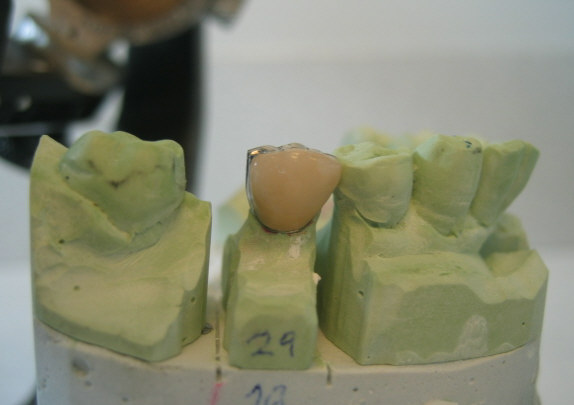

인공치관(人工齒冠, 영어: artificial crown, '크라운')은 치아의 치관이나 덴탈임플란트를 온전히 감싸는 치아 치료의 한 방법이다. 인공치관은 치아 우식이 심각하여 치아의 수명을 위협할 때 제작된다. 이들은 치과용 시멘트를 이용하여 치아와 결합하는 것이 일반적이다. 치아 건강에 이익이라는 점에서는 논란의 여지가 없지만 상대적으로 절차가 많고 물질 비용이 많이 들 수 있다. 이들은 치과용 시멘트를 이용하여 치아와 결합하는 것이 일반적이다. 치아 건강에 이익이라는 점에서는 논란의 여지가 없지만 상대적으로 절차가 많고 물질 비용이 많이 들 수 있다. 금 합금이나 도재가 사용되는데, 이는 부식 저항성이 강하며, 상대적으로 치아의 법랑질과 유사한 강도와 경도, 열전도율을 지니고 있기 때문이다.